# United Defense
United Defense var en amerikansk vapentillverkare med huvudkontor i Arlington, Virginia. År 2000 köpte företaget upp en del den svenska vapentillverkaren Bofors AB, som blev Bofors Defence (en annan del av före detta Bofors, Saab Bofors Dynamics, ägs av Saab AB). United Defense blev i juni 2005 uppköpt av BAE Systems.